# Turn-based tactics
Turn-based tactics is een computerspelgenre binnen de strategiespellen. Turn-based-tacticsspellen spelen zich af om beurten en richten zich op operationele strategie en militaire tactieken.
De gameplay wordt gekenmerkt door het voltooien van bepaalde taken die de speler moet uitvoeren, voordat de beurt wordt gewisseld. In tegenstelling tot realtime-tacticsspellen, kan langer worden nagedacht over een nieuwe zet of strategie, en kunnen spellen vaak langer duren.
Voorbeelden van turn-based-tacticsspellen zijn de spelseries Civilization, Heroes of Might and Magic en Worms, evenals de spellen Age of Wonders, Master of Orion, Total War en X-COM.